# 結崎さんはなげる!
『結崎さんはなげる!』（ゆいざきさんはなげる!）は、鏡ユーマによる日本の漫画作品。『週刊ヤングジャンプ』（集英社）にて、2016年32号から2017年52号まで連載された。ヤングジャンプ2018年3・4合併号では番外編が掲載された。

## 概要
高校の陸上部を舞台とした学園コメディ漫画。陸上競技を題材としてはいるが、スポーツ自体を主軸としておらず、あくまで陸上部に所属する高校生の学園生活に重点を置いている。
1話につき平均12ページとやや短い構成となっている。各話のサブタイトルには「結崎さん」が入ることが多い。

## あらすじ
合宿編（22話 - 28話）
地区予選会編（31話 - ）

## 登場人物

### 主要人物
結崎なずな（ゆいざき なずな）
本作の主人公。三久高校陸上部の1年。専門種目は砲丸投げ。容姿端麗で抜群のプロポーションをしている。真面目な性格で、砲丸投げにはストイックな姿勢で臨み、その他の事も全力で取り組む。誰に対しても敬語で話す。
常に砲丸の事を考えているからか丸い物を好む。好きな飲み物は桃味の水。投擲はグライド投法。予選会では12m30を記録し予選を通過する。
小学生の頃には10キロの米を運んでいた。幼少時よりスポーツ好きのマッチョな父親の影響で様々なスポーツを行ってきたが球技は苦手。また、スキップも出来なかったが大宮との回転投法の練習の際に克服した。
大宮航（おおみや わたる）
1年。専門種目は砲丸投げ。当初は陸上に興味なかったが好きになった結崎の傍にいたいために陸上部に入部した。好きな飲み物はレモン味の水。地区予選会に出場するにあたって回転投法の練習をした。予選会では3投目に10m15を記録し予選を通過する。

### 三久高陸上部
三笠千鶴（みかさ ちずる）
2年。マネージャー。
性別問わず筋肉を好む。苦手な物は牛乳。好きなタイプは自分の父親のような、優しく一緒にいると安心できる男性。日曜のみ「FamiRes」という店でバイトをしている。
二上錦（ふたがみ にしき）
部長。2年。専門種目は100ｍ走。予選会でのタイムは10秒38。
豪快な性格をしている。ユニフォームフェチ。好きな飲み物は青汁豆乳サイダー。
東堂楓
2年。専門種目は100ｍ。腹筋は割れている。中性的な容姿で大宮の妹がアルフレッドと勘違いしたが女性である。
真面目でストイックな性格であるが意外に怖がり。好きな飲み物はカロリーオフのスポーツドリンク。二上に片思いをしている。
秋月こはる
2年。専門種目は走り幅跳び。練習はあまり好きでないためお腹回りにはやや脂肪が付いている。結崎並みに胸が豊か。
東堂の事が好きでしばしば百合的な妄想をする。
好きな飲み物はミルクティー。
春川由梨子
三久高の教師。陸上部顧問。高校生の頃、陸上教室で当時小学生だった二上を教えていた。

### その他
鹿島圭太郎（かしま けいたろう）
大宮の友人。テニス部。
順子
春川のおば。民宿「潮風」の女将。
大宮彩音
大宮の妹。中学2年。乙女ゲーが好きでスマホの目覚ましは恋愛シミュレーション「夢の世界の王子様」のアルフレッドの声。
黄田葵（きだ あおい）
結崎の幼馴染。バスケ部。
王寺美里（おうじ みさと）
三久高水泳部。2年。三久中時代には結崎と共に陸上部に所属していた。リレーメンバーに選ばれたが練習に他のメンバーに怪我をさせてしまい外された。その後、自分に代わってリレーメンバーとなった結崎が3位となると、居場所を失い退部した。団体戦のリレーに出るため助っ人になることを頼んで来た結崎に対し水泳での勝負に負けたらメンバーになると提示。勝負には勝ったが結崎の言葉や姿勢に心を揺さぶられ助っ人を承諾する。
三室、草壁、北河
三久中時代の王寺と共にリレーメンバーに選ばれた。王寺とはモチベーションに差があり足並みは揃わなかった。
庄次矢衣子（しょうじ やいこ）
一河高校の陸上部。専門種目は砲丸投げ。「ジャ○子」と呼ばれている。
吉野アレキサンダー
一河高校の陸上部。1年。アメリカ人とのハーフ。専門種目は砲丸投げ。投擲は回転投法。
小早川
八乙女高校陸上部部長。二上とは同じ中学。
松浦千佳
新都新聞の記者。
黒木
八乙女高校陸上部。関西弁を話す女性で同校のリレーメンバーのアンカーを務める。勝利に対して貪欲。
富岡三郎
一河高校の砲丸投げコーチ。日本記録保持者。

## 書誌情報
- 鏡ユーマ 『結崎さんはなげる!』 集英社〈ヤングジャンプ・コミックス〉、全5巻
  1. 2017年1月24日発行（1月19日発売[集 1]）、ISBN 978-4-08-890576-1
  2. 2017年2月22日発行（2月17日発売[集 2]）、ISBN 978-4-08-890595-2
  3. 2017年6月24日発行（6月19日発売[集 3]）、ISBN 978-4-08-890646-1
  4. 2017年10月24日発行（10月19日発売[集 4]）、ISBN 978-4-08-890763-5
  5. 2018年1月24日発行（1月19日発売[集 5]）、ISBN 978-4-08-890843-4